# Maxime Gonalons
Maxime Gonalons (ur. 10 marca 1989 w Vénissieux) – francuski piłkarz występujący na pozycji pomocnika we francuskim klubie Clermont. W latach 2011–2015 reprezentant Francji. Większość swojej seniorskiej kariery spędził we francuskim Olympique Lyon.
W swojej karierze występował również m.in. w takich klubach jak: AS Roma, Granada czy Sevilla.

## Kariera klubowa
Maxime w pierwszej drużynie Lyonu debiutował 25 sierpnia 2009 w rewanżowym meczu IV rundy eliminacji Ligi Mistrzów z Anderlechtem Bruksela, zmieniając w 73 minucie tamtego spotkania Jeremy'ego Toulalana.
W Ligue 1 zadebiutował 12 września 2009 roku w meczu z FC Lorient. Ma za sobą osiem meczów w Lidze Mistrzów w sezonie 2009/2010.
| Sezon   | Klub           | Kraj      | Rozgrywki        | Mecze | Bramki | Rozgrywki Europy                    | Mecze | Bramki |
| ------- | -------------- | --------- | ---------------- | ----- | ------ | ----------------------------------- | ----- | ------ |
| 2009/10 | Olympique Lyon | Francja   | Ligue 1          | 15    | 1      | Liga Mistrzów UEFA                  | 9     | 1      |
| 2010/11 | Olympique Lyon | Francja   | Ligue 1          | 23    | 0      | Liga Mistrzów UEFA                  | 4     | 0      |
| 2011/12 | Olympique Lyon | Francja   | Ligue 1          | 35    | 1      | Liga Mistrzów UEFA                  | 8     | 1      |
| 2012/13 | Olympique Lyon | Francja   | Ligue 1          | 35    | 3      | Liga Europy UEFA                    | 6     | 1      |
| 2013/14 | Olympique Lyon | Francja   | Ligue 1          | 36    | 0      | Liga Mistrzów UEFA Liga Europy UEFA | 4 8   | 0 1    |
| 2014/15 | Olympique Lyon | Francja   | Ligue 1          | 35    | 1      | Liga Europy UEFA                    | 4     | 1      |
| 2015/16 | Olympique Lyon | Francja   | Ligue 1          | 33    | 0      | Liga Mistrzów UEFA                  | 5     | 0      |
| 2016/17 | Olympique Lyon | Francja   | Ligue 1          | 30    | 1      | Liga Mistrzów UEFA Liga Europy UEFA | 6 6   | 0 0    |
| 2017/18 | AS Roma        | Włochy    | Serie A          | 16    | 0      | Liga Mistrzów UEFA                  | 6     | 0      |
| 2018/19 | Sevilla FC     | Hiszpania | Primera División | 9     | 0      | Liga Europy UEFA                    | 1     | 0      |

Stan na: 6 maja 2019 r.